# Fight with Tools
Albums de Flobots
Flobots Present... Platypus
(2005) Survival Story
(2010)
Singles
1. Handlebars
Sortie : 15 juin 2008
2. Rise
Sortie : Août 2008

Fight with Tools est le troisième album studio de Flobots, sorti le 16 octobre 2007.
L'album s'est classé 7e au Top Heatseekers, 8e au Top R&B/Hip-Hop Albums et 15e au Billboard 200.

## Liste des titres
| No  | Titre                                | Durée |
| --- | ------------------------------------ | ----- |
| 1.  | There's a War Going on for Your Mind | 1:22  |
| 2.  | Mayday!!!                            | 4:36  |
| 3.  | Same Thing                           | 3:29  |
| 4.  | Stand Up                             | 4:38  |
| 5.  | Fight with Tools                     | 4:51  |
| 6.  | Handlebars                           | 3:27  |
| 7.  | Never Had It                         | 5:07  |
| 8.  | Combat                               | 2:05  |
| 9.  | The Rhythm Method (Move!)            | 3:52  |
| 10. | Anne Braden                          | 4:21  |
| 11. | We Are Winning                       | 3:22  |
| 12. | Rise                                 | 4:10  |

| 13. | Iraq | 3:31 |